# Dawit Czakwetadze
Dawit Goczajewicz Czakwetadze (ros. Давит Гочаевич Чакветадзе; ur. 18 października 1992 roku) – rosyjski zapaśnik walczący w stylu klasycznym. Złoty medalista olimpijski z Rio de Janeiro 2016 w kategorii 85 kg.
Piąty na mistrzostwach świata w 2017. Dziesiąty na mistrzostwach Europy w 2019. Triumfator igrzysk europejskich w 2015. Brązowy medalista wojskowych MŚ z 2021. Drugi w indywidualnym Pucharze Świata w 2020. Pierwszy w Pucharze Świata w 2017 i drugi w 2014 i 2015. Mistrz Rosji w 2015, 2016, 2019 i 2020; drugi w 2018 roku.